# Vágánykapcsolatok
A vasútállomások és ipartelepek vágányhálózata egyenes és íves vágányszakaszokból, azok összeköttetését biztosító kitérőkből, valamint átszelésekből tevődik össze. A vágányoknak kitérőkkel, illetve átszelésekkel történő összekapcsolását vágánykapcsolásnak vagy vágánykapcsolatnak nevezzük. A szabványos kitérők és átszelések méretei, hajlásuk, az íves vágányszakaszok sugara, valamint az egyes egyenes vágányok hossza erőteljesen behatárolja a vágánykapcsolatok kialakítását.

## Szabványos vágánykapcsolások
A szabványos vágánykapcsolatok kettő vagy több, egymástól azonos, szabványos távolságra (régebben 4,75 m, új építésű és korszerűsített vágányhálózat esetén 5,00 m) fekvő párhuzamos vágány összekapcsolását jelenti.

### Egyszerű vágányelágazás
Egy adott irányú vágányból egy vele párhuzamos, szabványos vágánytengely-távolságra fekvő vágány kiágaztatására szolgál. Az egyszerű vágányelágazás kitérőből, egyenes és íves vágányszakaszokból áll, az ív utáni vágányszakasz már párhuzamos a főiránnyal. A kiágazó vágány körívének középponti szöge megegyezik a kitérő hajlásszögével.

### Egyszerű vágánykapcsolás
Két párhuzamos vágány két kitérővel, valamint egy közöttük fekvő egyenessel történő összekapcsolása. A két kitérő közé beiktatott egyenes vágányszakasz hossza függ a vágánytengely-távolságtól és a kitérők típusától.

### Kettős vágánykapcsolás
A kétvágányú pályákat az állomások előtt, az átjárás biztosítása érdekében, egyszerű vágánykapcsolással lehet összekötni.
Kettős vágánykapcsolást alkalmaznak olyan helyeken, ahol az előbbi megoldásra helyszűke miatt nincs mód. A kapcsolat négy csonka kitérőből áll. Csonkák, mert a szűk hely miatt az átszelési rész -  az úgynevezett belső mag - a kitérők keresztezési részét magába foglalja. A csonka kitérők könyöksínjei egyben az átszelés egyszerű keresztezésének vezetősínjei is, és viszont. A kettős vágánykapcsolásokat általában kerülik, mert költséges az építésük és a fenntartásuk.

### Egyalfás líra
A líra kettőnél több, párhuzamos, azonos szabványos távolságra lévő vágányokat kapcsol össze az úgynevezett anyavágányon keresztül egymással, valamint a fővágánnyal. Az egyalfás líra anyavágányának hajlása megegyezik a fővágányban fekvő első kitérő hajlásával. Az anyavágányban lévő kitérők hajlása megegyezik, de térítési irányuk ellentétes az első kitérőével.
Az állomásokon a vágányokat mindkét végükön lírával szokás ellátni. A fővágánytól távolodva a vágányok hossza egyre rövidül. A tárolóvágányok és rendező pályaudvarok vágányhálózatait vágányhárfaként képezik ki, ahol az anyavágányok párhuzamosak, így a vágányhosszak azonosak maradnak.

### Kétalfás líra
Az anyavágány hajlásának további növelésével a fővágánytól távolabbi vágányok hosszának rövidülése csökken. A kétalfás líra második kitérőjének hajlása és terelési iránya megegyezik a fővágányban lévő első kitérővel. Az anyagvágányban fekvő kitérők terelési iránya már ellentétes, valamint minden kitérő után be kell iktatni egy rövid ívet, mivel a kitérők csak egy alfa értékkel térítenek.

### Nagyszámú párhuzamos vágány kapcsolata
Az egyalfás líra három-négy párhuzamos vágány, a kétalfás líra nyolc-tíz párhuzamos vágány összekötéséig gazdaságos. Ezen felül már alábbi speciális kialakítású vágánykapcsolatokat alkalmazzák.

#### Meredek hajlású líra
Egy belső egyalfás lírából és egy külső, egymásra ültetett nagy hajlásszögű kitérőkből nyalábszerűen kialakított meredek hajlású lírából tevődik össze.

#### Négyalfás líra
Két kétalfás lírából alakítják ki a négyalfás lírát, úgy, hogy az első kétalfás líra harmadik kitérőjével indul a második kétalfás líra. Mindkét lírasorban a kitérők egymásra vannak ültetve, de mivel a második líra anyavágánya sokkal meredekebb, így abban csak minden második kitérőnek van helye, ezért újabb, úgynevezett elosztó kitérők köti össze párosával a vágányokat. A második líra anyavágánya és az elosztó kitérők közötti kihasználatlan vágányszakaszok miatt már nem alkalmazzák.

#### Kettős vágányút
Ez két egymással párhuzamos anyavágányú egyalfás lírából áll. A külső és belső anyavágány kitérői ellenkező irányban térítenek, a külső oldalon lévő párhuzamos vágányokat viszonylag hosszú egyenes és íves vágányrészekkel kötik be a külső anyavágányba. Nagy előnye, hogy a külső líra vágányainak hossza a fővágánytól távolodva növekszik, valamint kevesebb kitérőn történik az áthaladás, ráadásul egymástól független mozgási műveleteket tehet lehetővé.

#### Nyalábos vágánykapcsolat
Rendező pályaudvarok és gurítódombok esetén előnyös, ha az párhuzamos vágányok hasznos hossza közel azonos. A nyalábosan kialakított vágánykapcsolásnál nincs anyagvágány, az egymásra épülő szimmetrikus kitérőkkel szétosztott vágányok egységes hosszal alakíthatóak ki. Mindegyik vágányra ugyanannyi kitérőn kell áthaladni, mivel minden kitérőt mindkét irányban két kitérő követ. Teljesen szimmetrikus nyalábos vágánykapcsolást a rendelkezésre álló területek alakja és mérete miatt csak ritkán lehet kialakítani, ilyenkor a szimmetrikus kitérők helyett sokszor különböző térítési sugarú, ellenkező görbületű kitérőt kell alkalmazni.

## Egyedi vágánykapcsolatok

### Hurokvágány
A hurokvágányok a vasúti járművek, illetve szerelvények megfordítására szolgálnak. Nagyvasúton nagy helyigénye miatt ritkán, főképp gőzmozdonyok fordítására használták, a közúti vasutakon viszont gyakran alkalmazzák. Egy vágány esetén egy kitérő beépítése szükséges.

### Deltavágány
A deltavágányt is elsősorban vasúti járművek, illetve szerelvények megfordítására használják. Elágazó állomásokon az elágazó irányú vasútvonalakat gyakran deltavágánnyal összekötik, így csökkentve az állomáson megálló vonatok és járművek menetidejét. Helyigénye jóval kisebb, mint a hurokvágányé, legalább három kitérő szükséges a létesítéséhez.

### Vágányfonódás
A vágányfonódásnál a két egymás melletti párhuzamos vágány űrszelvényei egymásba nyúlnak, műtárgyak méreteinek csökkentése érdekében, illetve helyszűke esetén alkalmazzák. Nagyvasúti hálózaton általában nincs vágányfonódás, ritkán előfordul különböző nyomtávolságú vágányok közösen vezetett szakaszain, Magyarország például Záhonynál, illetve a Budai fonódó villamoshálózatton a Margit-híd alatt.
Létezett hasonló a mára már elbontott Népligeti próbapályán is.

### Csúcsfordító
A csúcsfordító két összefutó, és váltóban ("Y"-szerűen) találkozó vágányból, majd egy rövid közös csonkavágányból áll. Általában kettesével ("Z"-szerűen) alkalmazzák emelkedőnél, vagy síkban, ahol más megoldás kiépítésére nincs mód.

### Fordítókorongoskapcsolat két vágány között
Fordítókorongokat többféle célból építettek:
- vágány végén fordítókorong mozdonyfordítás céljából
- 1 vágány és a fűtőház vágányai között fordítókorong váltóhelyettesítésre
- 2 vágány között fordítókorong, ahol nagyobb szöget kellett leküzdeni a két vágány között, és rendes ív kiépítésére nem volt lehetőség (jellemzően gyáraknál)[2][3]